# Paseos de Tecámac
Paseos de Tecámac är en ort i Mexiko, tillhörande kommunen Tecámac i delstaten Mexiko. Paseos de Tecámac ligger i den centrala delen av landet och tillhör Mexico Citys storstadsområde. Orten hade 139 invånare vid folkmätningen 2010.